# تارسیزیو کاتانیز
تارسیزیو کاتانیز (انگلیسی: Tarcisio Catanese; ۶ سپتامبر ۱۹۶۷ – ۲ مارس ۲۰۱۷) بازیکن فوتبال اهل ایتالیا بود.
از باشگاه‌هایی که در آن بازی کرده‌است می‌توان به باشگاه فوتبال رجینا، باشگاه فوتبال کوزنتسا کالچو، باشگاه فوتبال پارما، باشگاه فوتبال کرمونزه، باشگاه فوتبال آنکونا، باشگاه فوتبال بولونیا، باشگاه فوتبال رجانا، باشگاه فوتبال کومو، و باشگاه فوتبال ناپولی اشاره کرد.